# Anschelika Terljuha
Anschelika Wolodymyriwna Terljuha (ukrainisch Анжеліка Володимирівна Терлюга, international verwendete Schreibung Anzhelika Terliuga; * 23. März 1992 in Odessa, Ukraine) ist eine ukrainische Karateka (Kumite, Gewichtsklasse bis 55 kg).

## Karriere
Anschelika Terljuha begann im Alter von sieben Jahren Karate zu trainieren.
Sie absolvierte ein Studium in Management der Außenwirtschaftstätigkeit an der Nationalen Polytechnischen Universität Odessa und ist als Fitnessdirektorin in einem Fitnessclub-Verbund tätig.
Im internationalen Karate gelang ihr erstmals 2016 ein großer Erfolg, als sie bei der Karate-Europameisterschaft 2016 Silber gewann. 2018 führte sie die Rangliste der World Karate Federation in der Gewichtsklasse bis 55 kg an. Sie gewann 2018 die Europameisterschaften im serbischen Novi Sad in der Gewichtsklasse bis 55 kg im Kumite. Dies gelang ihr erneut bei der  Karate-Europameisterschaft 2022 im türkischen Gaziantep.
Terljuha wurde 2019 bei den Europaspielen in Minsk Zweite ihrer Gewichtsklasse, nachdem sie im Finalkampf der Bulgarin Iwet Goranowa unterlag. Im selben Jahr erhielt sie den  ukrainischen Orden der Fürstin Olga 3. Klasse.
Bei den Olympischen Sommerspielen 2020 in Tokio, bei denen zum ersten Mal Wettbewerbe im Karate ausgetragen wurden, gewann sie im Wettbewerb Kumite bis 55 kg die Silbermedaille, nachdem sie, wie bereits bei den Europaspielen 2019, im Finale gegen Iwet Goranowa unterlag.